# Információs Hivatal
Le Információs Hivatal (IH, en français : « bureau d’information ») est le service de renseignement civil hongrois, fondé le 1er mars 1990. Sous la tutelle directe du Premier ministre de Hongrie, il s’occupe de la collecte du renseignement non militaire, principalement à l’étranger.